# Message from Across the Sea
Message from Across the Sea è un cortometraggio muto del 1914.  Il nome del regista non viene riportato nei credit del film prodotto dalla Selig.

## Produzione
Il film fu prodotto dalla Selig Polyscope Company.

## Distribuzione
Distribuito dalla General Film Company, il film - un cortometraggio in una bobina - uscì nelle sale cinematografiche statunitensi il 16 gennaio 1914.